# 1. pařížský obvod
1. pařížský obvod (francouzsky: 1er arrondissement de Paris), zřídka též nazývaný obvod Louvre (Arrondissement du Louvre) je městský obvod v Paříži. Nachází se v historickém centru Paříže. Se svými 183 hektary je čtvrtým nejmenším z pařížských městských obvodů, ale je významný tím, že zde sídlí mnoho důležitých úřadů a institucí. Pojmenován je podle bývalého královského paláce Louvre, kde sídlí světoznámé muzeum. Od března 2020 spadá obvod spolu s 2., 3. a 4. obvodem pod správní celek Paris Centre.

## Poloha
1. obvod leží na pravém břehu Seiny, ovšem zahrnuje i západní část ostrova Cité. Na jihu hraničí se 6. a 7. obvodem (jejich hranici tvoří řeka), na západě jej oddělují od 8. obvodu Rue Saint-Florentin a Place de la Concorde, na severu tvoří hranici s 2. obvodem pás ulic mezi Rue Étienne-Marcel a Rue des Capucines a na východě sousedí se 3. obvodem (Boulevard de Sébastopol) a především se 4. obvodem (Boulevard de Sébastopol a Boulevard du Palais na ostrově Cité).

## Demografie
V roce 2017 v obvodu žilo 16 266 obyvatel a hustota zalidnění činila necelých 9000 obyvatel na km2. Zdejší obyvatelé představují asi pouhých 0,7% pařížské populace.

## Politika a správa
Bývalá radnice 1. obvodu se nachází na náměstí Place du Louvre. Dnes její funkci naplňuje radnice 3. obvodu v Rue Eugène-Spuller. Současným starostou Paris Centre je od roku 2020 Ariel Weil za Socialistickou stranu.

## Městské čtvrti
Obvod se dělí na následující administrativní celky:
- Quartier Saint-Germain-l'Auxerrois
- Quartier des Halles
- Quartier du Palais-Royal
- Quartier de la Place-Vendôme

Podle oficiálního číslování pařížských městských čtvrtí mají tyto čtvrtě čísla 1–4.

## Pamětihodnosti

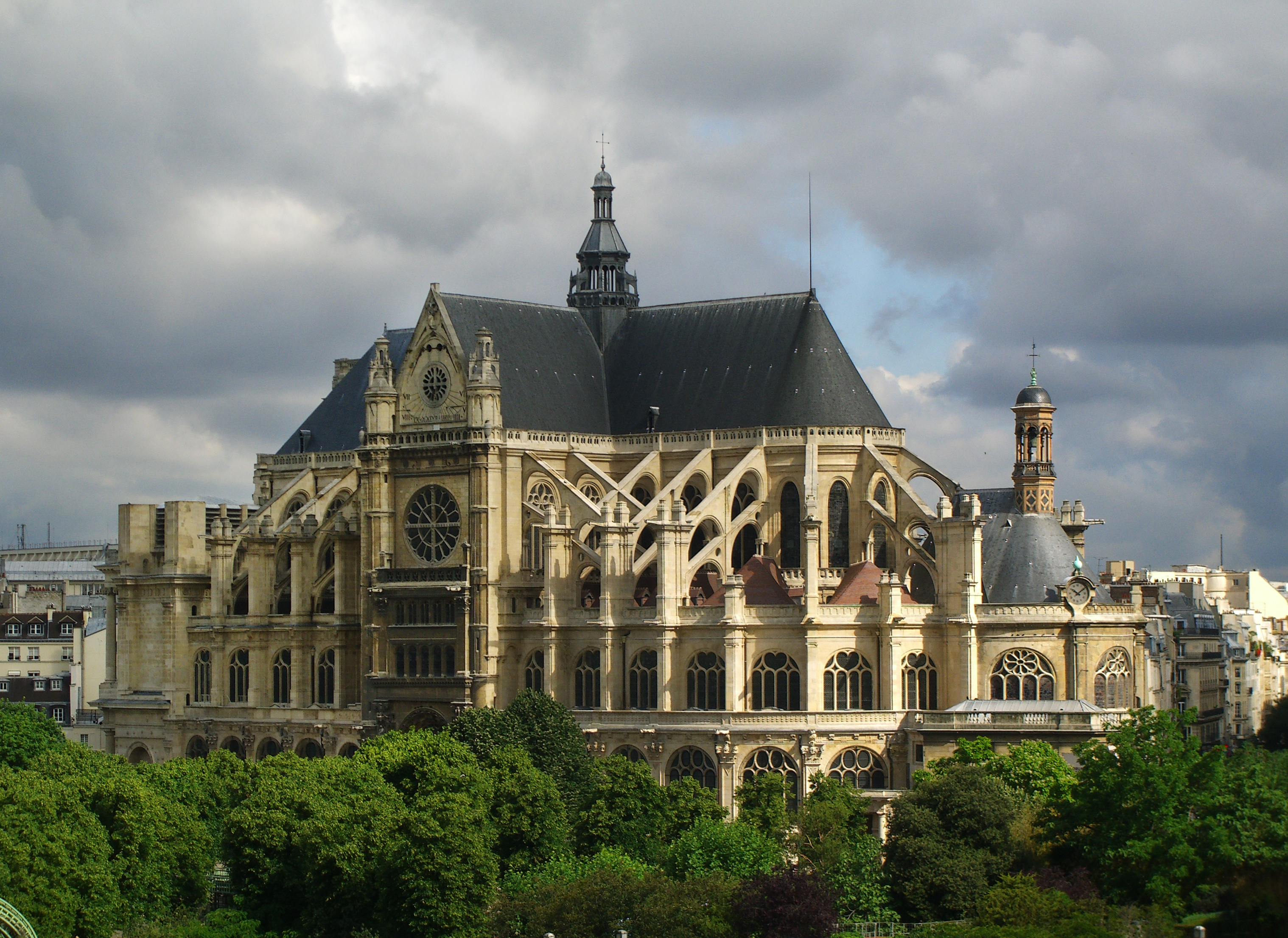
Kostel Saint-Eustache

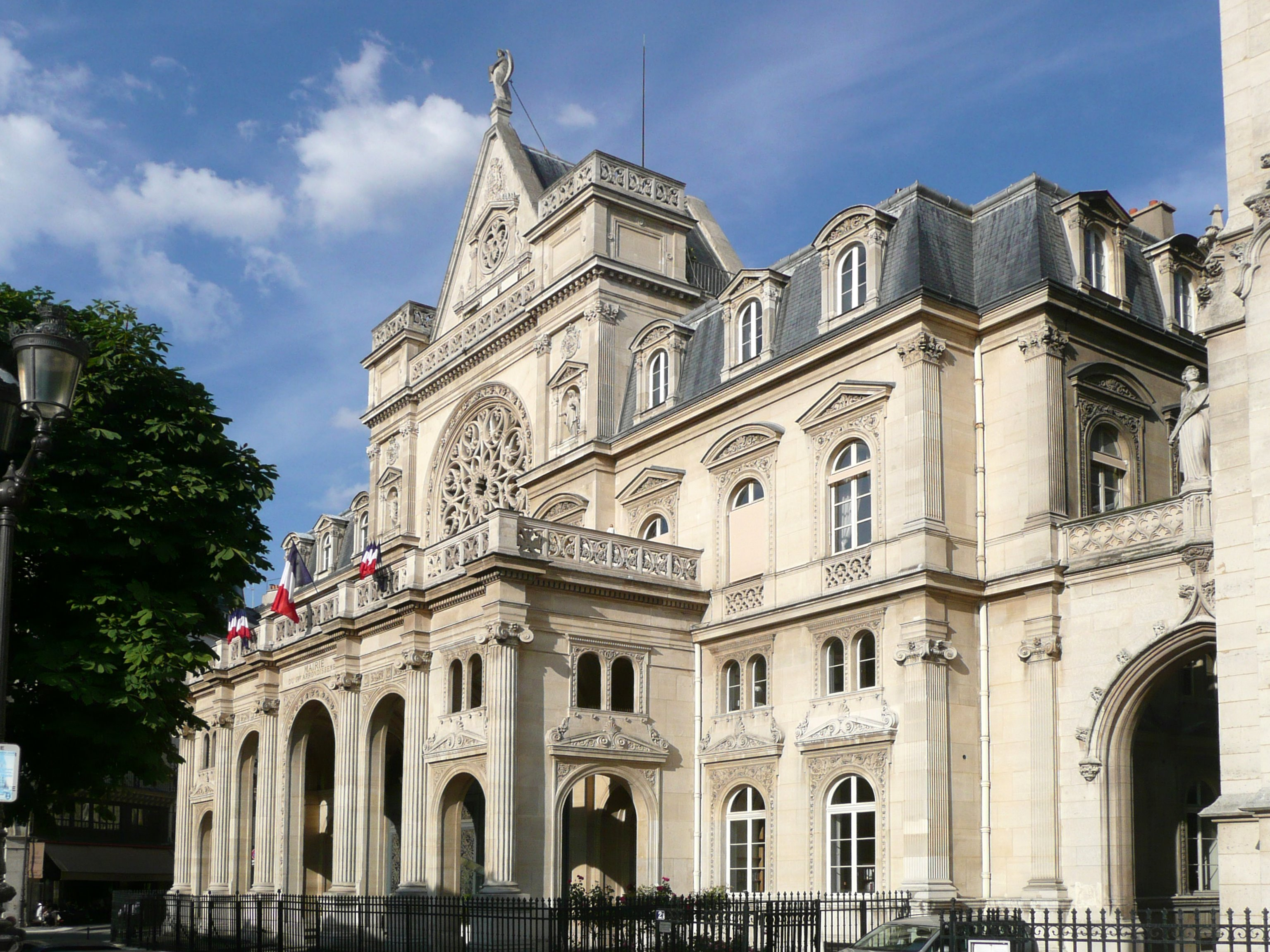
Radnice 1. obvodu

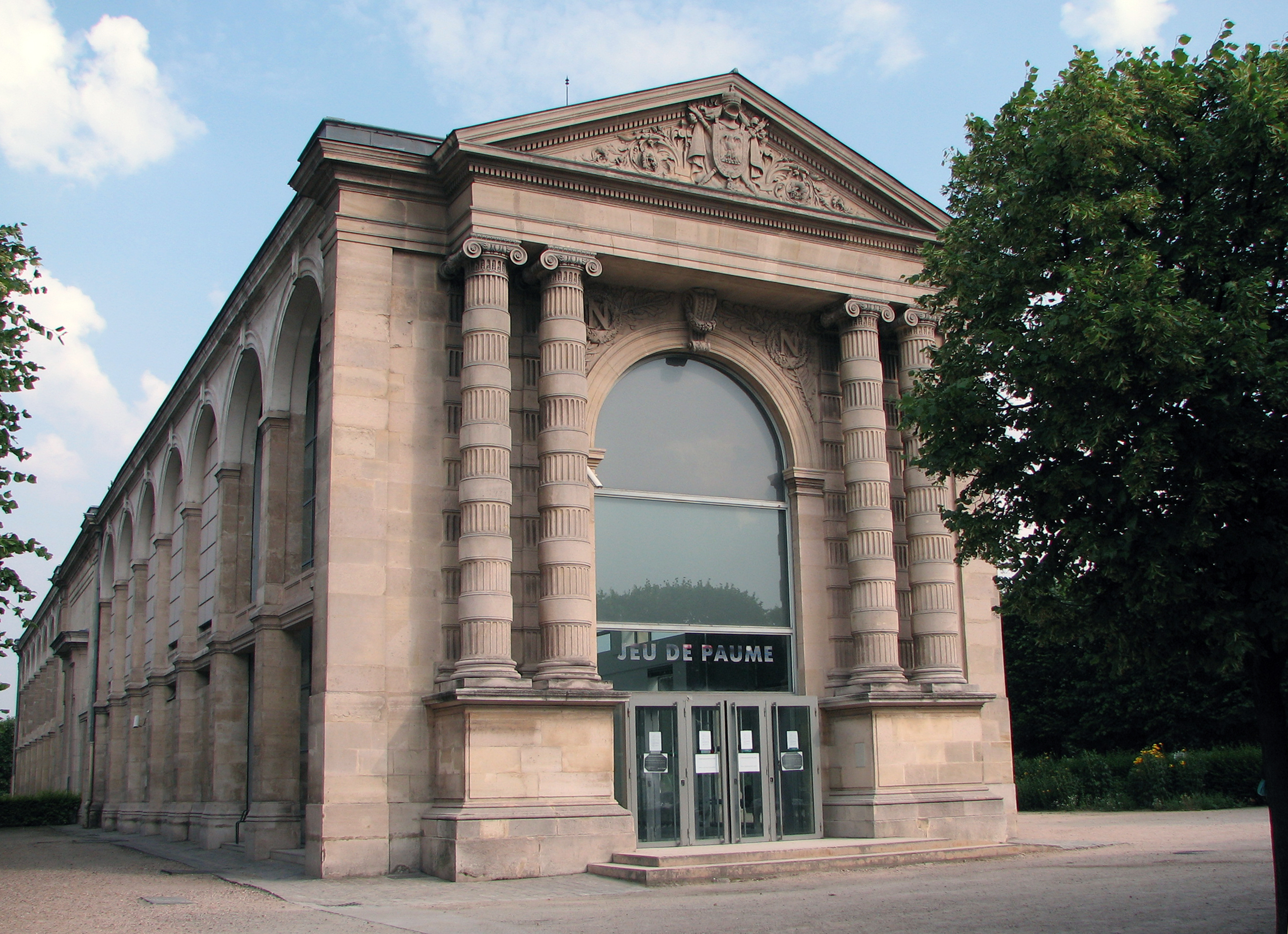
Národní galerie Míčovna

Církevní stavby:
- kostel Nanebevzetí Panny Marie
- Oratoř Louvre
- kostel sv. Eustacha
- kostel sv. Heřmana z Auxerrois
- kostel sv. Lupa a sv. Jiljí
- kostel sv. Rocha
- Svatá kaple

Ostatní památky:
- Arc de Triomphe du Carrousel
- Colonne Vendôme
- Conciergerie
- Fontána neviňátek
- Forum des Halles
- Palác Louvre
- Palais Royal
- Pont Neuf
- La Samaritaine

Muzea a kulturní instituce:
- Comédie-Française
- Národní galerie Míčovna
- Louvre
- Muzeum dekorativních umění
- Muzeum Oranžerie
- Musée en Herbe
- Théâtre du Châtelet

Zajímavá prostranství:
- Náměstí Vendôme
- Vítězné náměstí
- Tulerijská zahrada

## 1. obvod v kultuře
Jeden z románů o soukromém detektivovi Nestoru Burmovi spisovatele Léo Maleta Le soleil nait derriere le Louvre (česky Slunce vycházelo za Louvrem: nové tajnosti pařížské, Praha 2009) se odehrává v 1. obvodu.
Ve filmu Paříži, miluji tě z roku 2006 je 1. obvodu věnována čtvrtá povídka Tuileries režisérů bratrů Joela a Ethana Coenových odehrávající se ve stanici metra Tuileries.